# Jan Weinlich
Jan Weinlich (7. srpna 1831, Orličky – 24. prosince 1905, Olomouc) byl římskokatolický kněz a světící biskup v Olomouci.

## Stručný životopis
Po studiích na olomoucké teologické fakultě byl v roce 1853 vysvěcen na kněze. Po pastoračním působení byl v roce 1857 jmenován arcibiskupským ceremoniářem, pak i sekretářem. Roku 1881 byl jmenován arciknězem v Mohelnici, od roku 1889 působil jako nerezidenční kanovník olomoucký a jako takový se stal proboštem v Kroměříži, byl velmi oblíben. V roce 1893 rezignoval na kroměřížské proboštství, stal se sídelním olomouckým kanovníkem, od roku 1893 byl generálním vikářem a v roce 1898 se stal kapitulním proboštem. Roku 1904 byl jmenován titulárním biskupem prokonnským a světícím biskupem olomouckým, vysvěcen byl 18. prosince 1904. Zemřel v roce 1905 a je pochován na olomouckém hřbitově.